# Kościół w Akebäcku
Kościół w Akebäcku – kościół położony na szwedzkiej wyspie Gotlandia, w diecezji Visby. 

## Historia
Kościół w Akebäcku to bardzo dobrze zachowana romańska budowla z kamienia wapiennego. Kościół wybudowany został w 1149 roku i początkowo składał się z nawy, apsydy i krzyża. W połowie XIII wieku wzniesiona została potężna wieża z okrągłymi łukami i kolumnowymi oknami. W latach 1931–1932 kościół został odrestaurowany na podstawie projektu architekta Svena Brandela. Wzniesiona została wówczas również zakrystia. W jednym z portali umieszczono kamienną rzeźbę leżącego kamieniarza. Według tradycji rzeźba ta powstała ku upamiętnieniu jednego z mężczyzn, który zginął przy budowie kościoła. 
Przy kościele znajduje się wysoki na trzy metry kamień, który został znaleziony w zewnętrznej ścianie domu mieszkalnego w trakcie budowy zakrystii.  

## Wnętrze
Wnętrze jest stosunkowo proste. W kościele zastosowano specyficzne rozwiązania mające na celu polepszenie akustyki. Z wyposażenia na uwagę zasługuje ołtarz z XVII wieku z XV-wiecznym krucyfiksem, ambona z tego samego okresu oraz wapienna chrzcielnica z XIII wieku z misą w kształcie szesnastościennej muszli. Jeden z żyrandoli został w 1850 roku podarowany przez pewnego stolarza jako wotum dziękczynne Bożej opatrzności, która zapewniła mu bezpieczeństwo przez 14 lat pobytu za granicą.

## Galeria

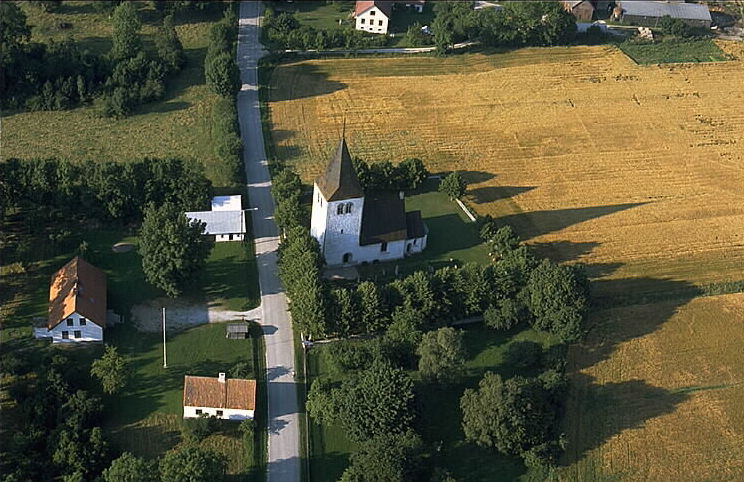
Kościół w Akebäcku
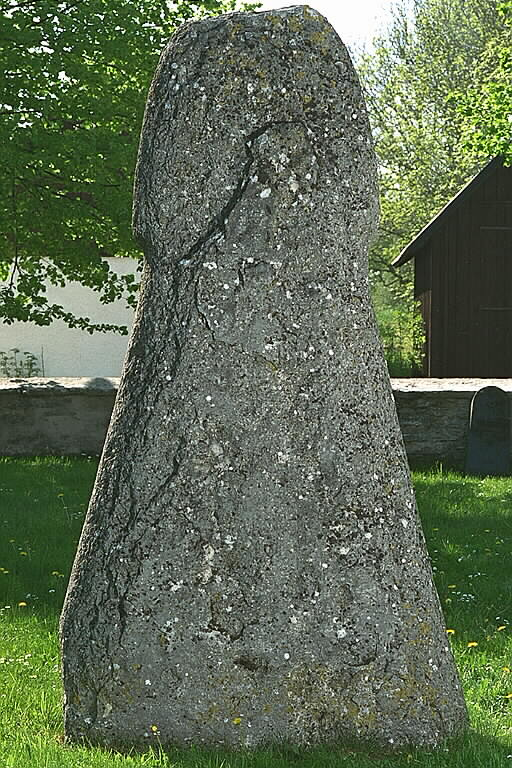
Kamień przed kościołem
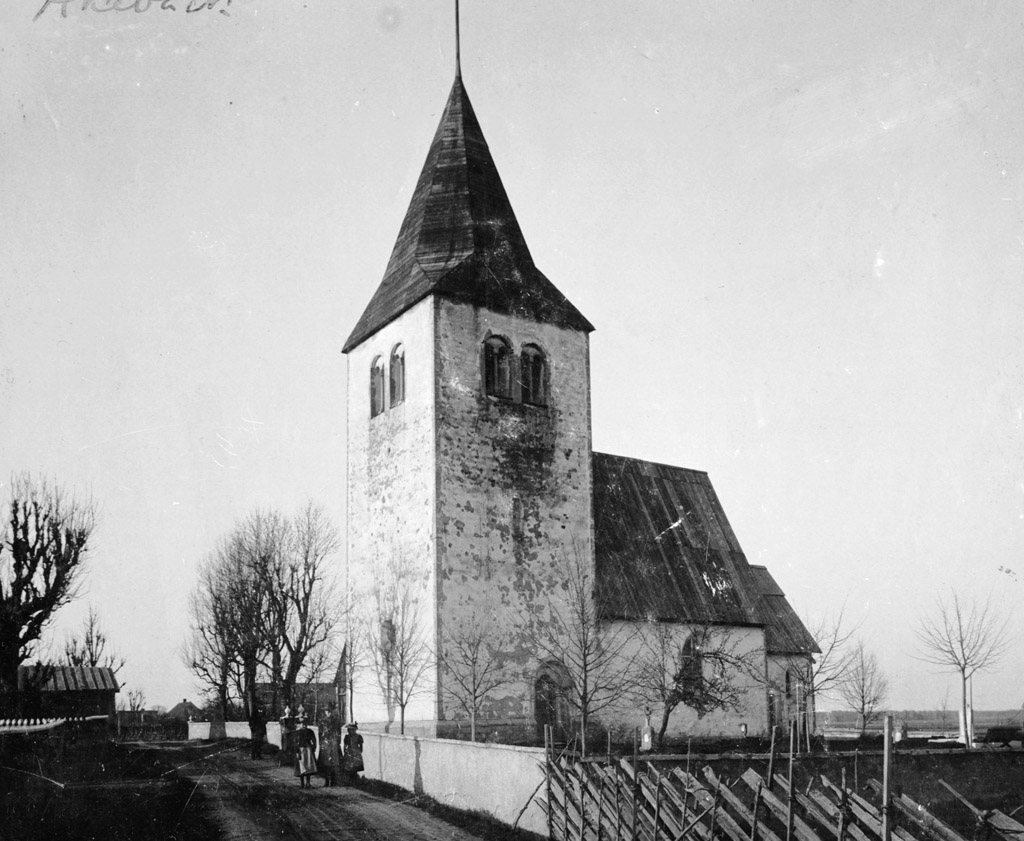
Kościół około 1890 roku
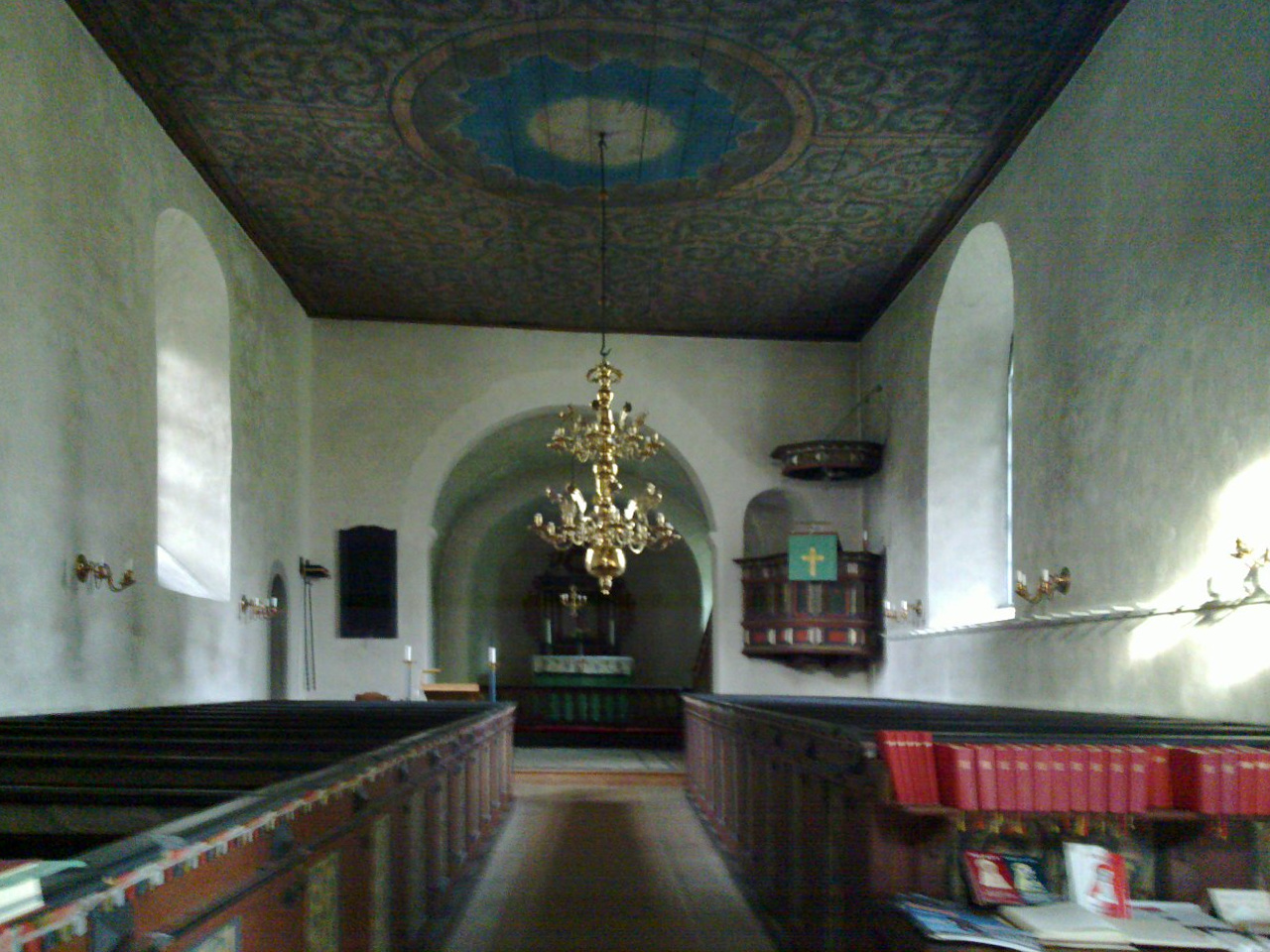
Wnętrze kościoła